# Robert S. Hartman
 (juin 2016).
Si vous disposez d'ouvrages ou d'articles de référence ou si vous connaissez des sites web de qualité traitant du thème abordé ici, merci de compléter l'article en donnant les références utiles à sa vérifiabilité et en les liant à la section « Notes et références ».
Robert Schirokauer Hartman, né le 27 janvier 1910 à Berlin et mort le 20 septembre 1973 à Mexico, est un philosophe et logicien qui a étudié l'axiologie.
Il a été nommé pour le prix Nobel de la paix en 1973.